# Giovanni (prefetto del pretorio)
Giovanni (in latino: Iohannes; fl. VI secolo) è stato un politico italiano, prefetto del pretorio d'Italia durante il Regno ostrogoto e padre di papa Vigilio.

## Biografia
Giovanni apparteneva a una famiglia dell'ordine senatorio e fu l'intestatario di due lettere di Teodorico il Grande, databili al 507-511, nelle quali Giovanni chiese e ottenne la tuitio, la protezione regia. Sposò una figlia del prefetto del pretorio del 503, Olibrio, dalla quale ebbe il futuro papa Vigilio e Reparato, praefectus urbi nel 527.